# Callopora inaviculata
Callopora inaviculata är en mossdjursart som beskrevs av Seo och Mi-Sook Min 2009. Callopora inaviculata ingår i släktet Callopora och familjen Calloporidae. Inga underarter finns listade i Catalogue of Life.